# Zdążyć przed północą
Zdążyć przed północą (ang. Midnight Run; inne tłum. Nocny skok, Ucieczka o północy) – amerykańska komedia kryminalna z 1988 roku w reżyserii Martina Bresta.

## Obsada
- Robert De Niro – Jack Walsh
- Charles Grodin – Jonathan Mardukas
- Yaphet Kotto – Alonzo Mosley
- John Ashton – Marvin Dorfler
- Dennis Farina – Jimmy Serrano
- Joe Pantoliano – Eddie Moscone